# Meche Barba
Mercedes Barba Feito (Nova York, 24 de setembre de 1922 – Ciutat de Mèxic, 14 de gener de 2000), coneguda com Meche Barba, va ser una actriu de cinema i televisió, ballarina i rumbera, pertanyent a la crida Època d'Or del cinema mexicà i la màxima exponent mexicana que va aconseguir consagrar-se en l'anomenat Cine de rumberas, així com destacar en les anomenades Reines del Tròpic juntament amb les altres exponents d'origen cubà María Antonieta Pons, Ninón Sevilla, Amalia Aguilar i Rosa Carmina.
Barba va començar la seva carrera en el popular teatre de carpes amb tan sols sis anys d'edat. Després de rebre ensenyament i alternar amb grans figures del teatre mexicà, l'actriu va debutar al cinema en 1944 en la cinta Sota, caballo y rey. La seva participació estelar en la cinta Humo en los ojos (1946), la va consagrar com una de les principals exponents de l'anomenat Cine de rumberas de l'Època d'Or del cinema mexicà, sent a més l'única mexicana entre les cinc principals estrelles del gènere. Posseïdora d'un estil de ball diferent del de les cubanes, molt més fi i mesurat, Barba va arribar a ser considerada per la crítica com una versió mexicana de Rita Hayworth. Va treballar a les ordres de cèlebre directors com Alberto Gout, Luis Buñuel, Matilde Landeta, Joaquín Pardavé i Emilio Fernández, entre d'altres, a més de formar una cèlebre parella cinematogràfica amb l'actor i cantant Fernando Fernández, amb qui va realitzar cintes com Venus de fuego (1949), Amor de la calle (1950), Si fuera una cualquiera (1950), Amor vendido (1951) i Ambiciosa (1953), entre d'altres. L'actriu es va retirar dels sets de filmació en 1954, reapareixent trenta anys després a través de les telenovel·les mexicanes, on es va mantenir vigent fins a la seva mort.
Meche Barba va ser l'única mexicana entre les cinc grans exponents de l'anomenat cinema de rumberes. Les altres quatre (María Antonieta Pons, Amalia Aguilar, Ninón Sevilla i Rosa Carmina), són d'origen cubà.

## Biografia

### Inicis
Mercedes Barba Feito va néixer a la Ciutat de Mèxic, filla de l'actor de circ d'origen català Antonio Barba i de Victoria Feito. La família va tornar a Mèxic setmanes després del naixement de Meche. Meche va començar la seva carrera a les carpes de la Ciutat de Mèxic a l'edat de sis anys. La malaltia del seu pare la va fer començar a treballar des de petita, al costat de la seva germana Carmen Barba, a qui per la seva bellesa, els empresaris de les carpes més famoses van contractar per a diversos espectacles.
Meche Barba acompanyava a la seva germana a les funcions de les carpes, quan el comediant i empresari Roberto El Panzón Soto, li va donar una oportunitat contractant-la com tocha (empleada de les carpes encarregada de realitzar qualsevol labor) al xou Caras bonitas. Els seus pares li van permetre treballar perquè acompanyés a la seva germana.
En aquesta companyia Meche Barba va tenir l'oportunitat d'aprendre a ballar. Meche mostrava aptituds per al ball, així que els seus pares la van inscriure a l'escola de dansa de la ballarina russa Nina Shestakova. Així va ser que Meche Barba va poder foguejar-se en l'ambient de la carpa, i alternar amb grans figures com Cantinflas, Manuel Medel, Joaquín Pardavé i diversos més. Meche Barba va ser contractada com a segona tiple en l'espectacle musical Rayando el Sol que presentava la seva temporada al Palacio de Bellas Artes, produït per Soto. Quan l'estrella principal de la revista, Eva Beltri es va absentar per motius de salut, Meche va tenir l'oportunitat d'ocupar el seu lloc com a primera figura. A aquest espectacle li van seguir altres dos en el mateix recinte: Alma América i México a través de los siglos. La seva participació com a segona tiple en l'espectacle Charros al charco va servir de plataforma a la petita de tot just onze anys, perquè ingressés a una de les companyies de revista més importants d'aquest temps, la Companyia de Paco Miller, d'on van sorgir artistes com Germán Valdés "Tin Tan", al llançament artístic de les quals Meche va contribuir. Meche Barba i Tin Tan es van conèixer en una gira en Ciutat Juárez. Marcelo Chávez i Meche Barba feien de patiños del còmic anomenat Donato, qui va emmalaltir sobtadament i va abandonar la companyia; Tin Tan va entrar a suplir-lo i fer l'espectacle amb tots dos, iniciant la seva carrera i la seva macuerna amb Marcelo.
Així és com la carrera de Meche Barba va anar despuntant. Al matí feia presentacions en teatres com el Lírico, el Follies Bergere i el Virginia Fábregas, i a les nits actuava en varietats en sorres de box i centres nocturns com El Waikikí.

### Cinema

#### Dècada de 1940
En una de les seves presentacions en Belles arts, l'actor Agustín Isunza va veure a Meche i la recomana per a participar amb un petit rol en la pel·lícu Ave sin rumbo (1937), ballant la rumba El jibarito. Va ser fins a 1944 quan la tornen a contractar al cinema per a participar en la cinta Sota, caballo y rey, del director Roberto O'Quigley, cinta on debuta també l'actor i cantant Luis Aguilar. En aquest mateix any Meche inicia la seva participació en el cinema de rumberes al costat de la rumbera cubana María Antonieta Pons en el film Rosalinda (La flor de la costa). Eventualment, Meche farà equip amb el director Miguel Contreras Torres i l'actor Manuel Medel en dues pel·lícules: Rancho de mis recuerdos (cinta originalment pensada prt ser protagonitzada per Jorge Negrete) i El hijo de nadie, sota el nom artístic de Meche Izanda.
En 1946, davant la impossibilitat de María Antonieta Pons de filmar la cinta Humo en los ojos, el productor Alfonso Rosas Priego i el director Alberto Gout organitzen un càsting. Meche derrota a figures com Lupita Torrentera i Yadira Jiménez i aconsegueix obtenir el paper estel·lar. Els seus companys de repartiment van ser David Silva i María Luisa Zea. A partir de l'èxit del film, Meche inicia una prolífica carrera en aquest gènere cinematogràfic. Humo en los ojos es considerada como la cinta que inicia la producción masiva de películas de rumberas.
és considerada com la cinta que inicia la producció massiva de pel·lícules de rumberes.
En 1947 participa amb el rol antagònic de la cinta Gran Casino, primera que dirigeix Luis Buñuel a Mèxic, al costat de Jorge Negrete i la també debutant en terres asteques Libertad Lamarque. Meche afirmava que el fet que el seu personatge anés més interessant que el de Lamarque va fer que acabés sent dràsticament retallat. En aquest mateix any, alterna per primera i única vegada al cinema amb "Tin Tan" en la cinta Músico, poeta y loco. Eventualment és dirigida per segona ocasió per Alberto Gout en la cinta Cortesana, la seva segona cinta del gènere de rumberes. En 1948, va protagonitzar Lola Casanova, primera cinta de la cineasta Matilde Landeta, i inspirada en una llegenda dels indis Seris, així com els films Llazos de fuego (de René Cardona). En 1949 actua a Negra consentida, de Julián Soler, al costat de Ramón Armengod.
Sota la direcció de Soler també protagonitza El pecado de Laura (1949) (una de les primeres cintes de Silvia Pinal).
El 1949, s la cinta Venus de fuego, Meche inicia una sèrie d'importants col·laboracions cinematogràfiques amb l'actor i cantant Fernando Fernández. Tots dos filmen junts una sèrie d'importants pel·lícules.

#### Dècada de 1950
L'any de 1950 és un dels més prolífics de la carrera de Barba. Filma cintes com Amor de la calle i la seva seqüela Si fuera una cualquiera, ambdues de nou al costat de Fernando Fernández, i Casa de vecindad, de nou amb David Silva (una altra de les seves més cèlebres parelles fílmiques). La popularitat dels films de Barba contínua durant el transcurs de l'any 1951, quan filma cintes com Amor vendido, de Joaquín Pardavé; Cuando tú me quieras, al costat de Luis Aguilar, Dancing, també amb Fernández, i Acá las tortas, cinta còmica multiestel·lar on Meche obté primers crèdits malgrat realitzar només una actuació especial. En 1952 treballa per primera vegada amb el cantant Antonio Aguilar en la cinta Yo fui una callejera (1952). En Cuando los hijos pecan (1952), comparteix crèdits per segona vegada amb Silvia Pinal. En aquest any també realitza la cintes La muerte es mi pareja, amb l'actor espanyol Jorge Mistral i Pasionaria, dirigida de nou per Pardavé. En 1953 Meche estelariza la polèmica cinta La mujer desnuda (1953), al costat d’ Antonio Aguilar, pel·lícula censurada per l'anomenada "Lliga de la decència". També apareix en la cinta Reportaje, cinta multiestel·lar d'Emilio Fernández Romo. La cinta Ambiciosa (1953), posa fi a tota una sèrie de col·laboracions fílmiques amb Fernando Fernández. També va despertar polèmica per la crítica directa que feia al sòrdid món de l'espectacle. Meche Barba es va caracteritzar per la seva interpretació de dones perverses que explotaven als homes, i que segons l'actriu, podia treure'ls més profit que als papers de nena bona. Irònicament, la mateixa Meche va afirmar en algunes ocasions tenir en els seus inicis un complex de lletjor.
Després de la seva participació en la cinta As negro, en 1954, Meche es retira del cinema, i roman allunyada del món de l'espectacle durant trenta anys, fins a la seva reaparició en la televisió en 1984. Al cinema torna en 1991 amb un petit rol en la cinta Amor y venganza. La seva participació en la cinta Los años de Greta, d'Alberto Bojórquez, la va fer creditora del seu primer Premi Ariel a la millor coactuació femenina. El seu personatge en la cinta havia estat pensat originalment per a l'actriu i rumbera Rosa Carmina. No obstant això va ser Meche qui finalment va realitzar el personatge en aquesta intel·ligent cinta sobre el món de la tercera edat i on comparteix crèdits amb altres veteranes estrelles com Beatriz Aguirre, Esther Fernández i Luis Aguilar.

### Televisió
En 1984, l'escriptor de telenovel·les Carlos Romero, la va convèncer de incursionar en la televisió. Meche incursiońó en aquest mitjà amb un petit rol en la telenovel·la Principessa. Va participar durant les dècades de 1980 i 1990 en diverses telenovel·les, en la majoria de les vegades encarnant personatges de dona humil i bona. Meche Barba es va convertir en una icona popular en les telenovel·les mexicanes, a l'estil de Silvia Derbez, Ninón Sevilla o Carmen Salines. Una història de veïnatge en les telenovel·les, no estava completa sense la presència de Meche Barba en el repartiment. Meche va ser present en la trilogia televisiva de les "Maries", protagonitzades per la cantant Thalía: María Mercedes, Marimar i María la del barrio. El seu últim treball professional va ser en la telenovel·la Rosalinda (1999).
En 2014, Meche Barba és interpretada per l'actriu Teresa Ruiz en la cinta biogràfica Cantinflas, de Sebastián del Amo.

## Vida personal
Meche Barba cva conèixer en els sets d'enregistrament al famós actor i cantant Fernando Fernández, conegut com El Crooner de la cançó romàntica. De la convivència diària, tant en sets com en l'escenari, va néixer una relació amorosa a pesar que Fernández estava casat amb la cantant Lupita Palomera. De la relació entre Meche i Fernando va néixer un fill: Fernando Fernández Barba.

## Mort
Meche Barba va morir a Ciutat de Mèxic el 14 de gener de 2000 a conseqüència d'un mal cardíac. L'actriu havia presentat problemes de salut d'origen respiratori des de mitjan any anterior.

## Filmografia
- Ave sin rumbo (1937)
- Dos corazones y un tango (1942)
- Canto a las Américas (1942)
- Sota, caballo y rey (1944)
- Rancho de mis recuerdos (1944)
- Rosalinda (La flor de la costa) (1945)
- El hijo de nadie (1945)
- Loco y vagabundo (1945)
- Humo en los ojos (1946)
- Gran Casino (1947)
- Músico, poeta y loco (1947)
- Felipe fue desgraciado (1947)
- Cortesana (1948)
- Lola Casanova (1948)
- Lazos de fuego (Mujeres del cabaret) (1948)
- Negra consentida (1949)
- El pecado de Laura (1949)
- Una mujer con pasado (La Venus Azteca) (1949)
- Venus de fuego
- Eterna agonía (1949)
- Cuando el alba llegue (Fuego en la carne) (1950)
- Amor de la calle (1950)
- Si fuera una cualquiera (1950)
- Casa de vecindad (1950)
- Amor vendido (1951)
- Cuando tú me quieras (1951)
- Acá las tortas /Los hijos de los ricos (1951)
- Dancing, Salón de baile (1952)
- Pasionaria (1952)
- Quiero vivir /La muerte es mi pareja (1952)
- Yo fui una callejera (Carpera) (1952)
- Cuando los hijos pecan (Cabaretera) (1952)
- Póker de ases (1952)
- Mi papá tuvo la culpa (1953)
- La mujer desnuda
- Reportaje (1953)
- Ambiciosa (1953)
- As negro (1953)
- Amor y venganza (1991)
- Los años de Greta (1992)

## Telenovel·les
- Principessa ... Elena (1984)
- Pobre juventud ... Elvira (1986)
- Pobre señorita Limantour (1986)
- Quinceañera... Lupe (1987)
- Rosa salvaje ... Sor Mercedes (1987)
- El cristal empañado... Yolanda (1989)
- Balada por un amor... Adela (1989)
- María Mercedes... Doña Chonita  (1992)
- Sueño de amor... Teresa (1993)
- Valentina... Eloína (1993)
- Marimar... Doña Clorinda  (1994)
- María la del barrio... Lupe (1995)
- La usurpadora... Abigail Rosales (1998)
- Rosalinda... Angustias  (1999)

## Sèries
- Mujer casos de la vida real (1997) (Episodi "La profecía")